# Londonderry (West-Australië)
Londonderry is een spookdorp in de regio Goldfields-Esperance in West-Australië.

## Geschiedenis
In 1894 vond een ploeg bestaande uit zes goudzoekers in de streek goud. Ze noemden de vondst naar de geboorteplaats van een van hen, Derry. Het betrof een rijke vondst en de goudmijn werd door een beursgenoteerd bedrijf, waarvan Lord Fingall de grootste aandeelhouders was, overgenomen. De goudmijn werd ook wel 'The Golden Hole' genoemd. Een jaar later, in 1895, werd Londonderry officieel gesticht.
In 1898 telde Londerderry 220 inwoners: 200 mannen en 20 vrouwen. De goudmijn bleek uiteindelijk van weinig waarde. Het dorp werd later verlaten.

## 21e eeuw
Londonderry maakt deel uit van het lokale bestuursgebied (LGA) Shire of Coolgardie, waarvan Coolgardie de hoofdplaats is. Het district is de grootste producent van mineralen in de regio Goldfields-Esperance. Er zijn meer dan twintig mijn- en verwerkingsbedrijven actief.

## Ligging
Londonderry ligt 572 kilometer ten oostnoordoosten van de West-Australische hoofdstad Perth, 52 kilometer ten zuidwesten van het aan de Goldfields Highway gelegen Kalgoorlie en 14 kilometer ten zuidzuidwesten van het aan de Great Eastern Highway gelegen Coolgardie.